# 甲斐蓉子
甲斐 蓉子（かい ようこ、1991年3月9日 - ）は、大分放送（OBS）のアナウンサー。

## 来歴
宮崎県宮崎市出身。宮崎学園高等学校、京都造形芸術大学舞台芸術学科卒業。
大学を卒業後、2014年4月に宮崎放送 (MRT) に入社。
退社後、2020年に大分放送に中途入社。

## 担当番組

### 大分放送
- 旬感!3ch（大分放送） - MC[4]
- THE TIME,（TBSテレビ） - 「列島リアルタイム中継」大分県担当リポーター[5]
- 別府大分毎日マラソン中継（大分放送） - 競技場インタビュアー（2022年 - ）
- 情熱ライブ!Voice（OBSラジオ） - MC[6]
- えんぴつの詩（OBSラジオ）[4]
- ヨル★STAGE（OBSラジオ）[7]
- 夕方なしか！（OBSラジオ）[4]
- おはようサンデー 甲斐蓉子の教えて！農業（OBSラジオ）[1]
- 野良レンジャー竹尾の夕方なしか！（OBSラジオ）[8]

### 宮崎放送
- モーニングてらす（宮崎放送）[2]
- おしえて！みやざき（宮崎放送）[2]
- 報道LIVE トコトン（宮崎放送）[9]
- BLUEでカンパイ！（九州地区企画ネット番組） - 宮崎放送制作分リポーター[10]
- 女会（MRTラジオ）[9]
- サンデーリクエストプログラム らじもん!!（MRTラジオ）[3]